# Калимба
Калимба или Мбира (изговор ”UM-beer-ra”, IPA ”(ə)mˈbɪərə”) је афрички музички инструмент који се састоји из дрвене плоче са причвршћеним металним „зубима” на њој. Овај инструмент се свира тако што се држи у рукама док се „калимбини зуби” ударају палцима, ставрајући чисту и фокусирану музику. Калимба се обично класификује у лемелафоне и идиофоне инструменте. Припадници ове групе инструмената често имају више имена, а Калимба (Мбира) се такође може именовати маримбула или пијани клавир.
Калимба је такође позната по светским наступима Томаса Мапфумоа који је осамдесетим годинама 20. века био један од популарнијих музичких извођача. Калимбу је из јужне Африке извео етномузиколог Хуг Трејси, током 1950-их.

## Историја
У Африци постоје различите врсте инструмената које су старе хиљадама година, међу које спада и калимба. Синтетички су оригинално направљени од бамбуса, али су током година развијени метални „зуби”. Научници сматрају да је калимба два пута измишљена у Африци: на западној обали Африке појавио се инструмент од дрвета или бамбуса пре око 3000 година, а касније и у долини реке Замбези пре око 1.300 година. Ови метални инструменти путовали су широм континента, постали популарни међу Шонима из Зимбабвеа (од којих долази реч мбира) и других аутохоних група у Зимбабвеу и Мозамбику. Калимба се у својој физичкој форми и друштвеној употреби разликовала. Инструменти попут ње су постојали од северних крајева Северне Африке до јужних крајева пустиње Калахари, мада многе група људи у Африци нису имале калимбу. Било је на хиљаде различитих тунинга, различитих распореда нота и различитих дизајна инструмента, али постоји хипотетичка размишљања и белешке оригиналног металног инструмента од пре скоро 1300 година.

## Варијанте

### Калимба џаваџиму
У музици Шона, калимба џаваџиму (глас предака) је национални инструмент Зимбабвеа, који се хиљадам година свирао у шонским племенима дуж целог Зимбабвеа. Типична калимба џаваџиму се састоји од 22 до 28 зуба, који су углавном направљени од вруће кованог метал, прикачених за дрвени ослонац. Приликом свирања, мали прст десне руке поставља се кроз рупу у доњем десном углу инструмента, стабилизирајући га и остављајући палац и кажипрст десне руке отворене за ударање зуба. Прсти леве руке стабилизују леву страну инструмента, при чему највише прстију стоји иза инструмента. Затварачи, кућице или други објекти, често су закачени за инструмент како би створили звук зијања током његове репродукције. У традиционалном окружењу, овај звук се сматра врло важним јер се верује да привлачи духове предака. Током јавног наступа, калимба се често ставља у дезу како би се појачао њен звук.
Калимба џаваџиму је веома значајан инструмент за религију и културу, јер је она свети предмет овог народа. Овај древни инструмент се често свирак би се олакшала комуникацију са духовима предака. У оквиру шонске традиције, калимба се може свирати са упареним извођачима. Током ритуала познатих као бира, људи позивају духове да одговоре на питања. Варијације током овог ритуала помажу његовим учесницима улазак у транс, што према шонској култури помаже духовима да преузму тело учесника овог ритуала. Алберт Чимеџа је проценио да на свету постоји око десет хиљада људи који свирају калимбу, од којих је најчешћа врста калимба џаваџиму.

### Калимба њунга њунга
Калимба њунга њунга, која обично има 15 зуба, потиче из Маникаланде где је традиционално играла забавну улогу током друштвених скупова и комеморација. Џек Тапера је представио калимбу њунга њунга током 1960-их година у провинцији Тете у Мозамбику до Колеџа афричке музике Кванонгома (сада United College of Music) у Булаваиu. Два кључа су затим додата да би се петнаестак њих преместило у два реда. Калимба њунга њунга је сличан у изградњи калимбе џавуџиме, али нема рупа у дасци. Кључни нагиб излази из центра, а не слева надесно.
Думисани Мараире из Зимбабвеа је започео са калимба њунга њунга бројевима. Тастери горњег реда (са леве стране) су тастери 2, 4, 6, 8, 10, 12 и 14, док су тастер са доњим редом означени као 1, 3, 5, 7, 9, 11, 13 и 15. Мараире доносио је свест о овом инструменту у Сједињеним Државама када је дошао на Универзитет у Вашингтону као гостујући уметник од 1968—1972. године.
Недавно је државни универзитет Мидландс (Зимбабве) предавач на одсеку за музику предложио писмену нотацију; Е, Д, Ц, Ф, Ц, Д и Е и доњи или доњи тастери као (од првог доњег тастера) А, Г, Ф, А, Ф, Ц, Д и Е. Али ознака броја Мараире остала је међународно прихваћени систем.
Марк Холдаваи представио је графички облик таблатуре за калимбу, а традиционалне калимбске песме, као и савремене песме и нове композиције и вежбе доступне су у овој таблици.